# Mesochorus frondosus
Mesochorus frondosus är en stekelart som beskrevs av Schwenke 1999. Mesochorus frondosus ingår i släktet Mesochorus och familjen brokparasitsteklar. Inga underarter finns listade i Catalogue of Life.